# Demian Reidel
Demian Axel Reidel (8 de enero de 1971) es un físico y economista argentino. Es presidente de Nucleoeléctrica Argentina desde el 23 de abril de 2025 y fue jefe de Gabinete del Consejo de Asesores del Presidente de la Nación desde marzo de 2024 hasta el 21 de julio de 2025, durante la presidencia de Javier Milei.

## Biografía
Nació en seno de una familia judía de clase media. Tras realizar estudios en el Instituto Balseiro, obtuvo la licenciatura en Física. Consiguió una maestría en Matemática en la Universidad de Chicago, y doctorado en Economía en la Universidad de Harvard.

### Trayectoria
Fue profesor en la maestría en Finanzas en la Universidad Torcuato Di Tella. En 2019 fue nombrado como investigador senior del Centro Mossavar-Rahmani de Negocios y Gobierno en la Escuela Harvard Kennedy de la Universidad de Harvard.
Se desempeñó como miembro del equipo de investigación de mercados emergentes en el grupo de banca de inversión Goldman Sachs y posteriormente ocupó un puesto similar en el banco JP Morgan Chase. En su estadía en Estados Unidos, fue cofundador del fondo de cobertura QFR Capital Management junto a José Luis Daza.

### Vicepresidente Segundo del Banco Central
Tras la asunción presidencial de Mauricio Macri, fue llamado, desde Estados Unidos, por el recientemente designado presidente del Banco Central, Federico Sturzenegger, para que formase parte del directorio del BCRA. El 15 de diciembre de 2015 su designación fue publicada en el Boletín Oficial. Fue parte del equipo que diseñó la ingeniería para eliminar el cepo cambiario el 16 de diciembre de 2015. Fue crítico del cambio de las metas de inflación, ocurrido el 28 de diciembre de 2017. Renunció al cargo poco tiempo después de la renuncia de Sturzenegger.

### Jefe del Consejo de Asesores

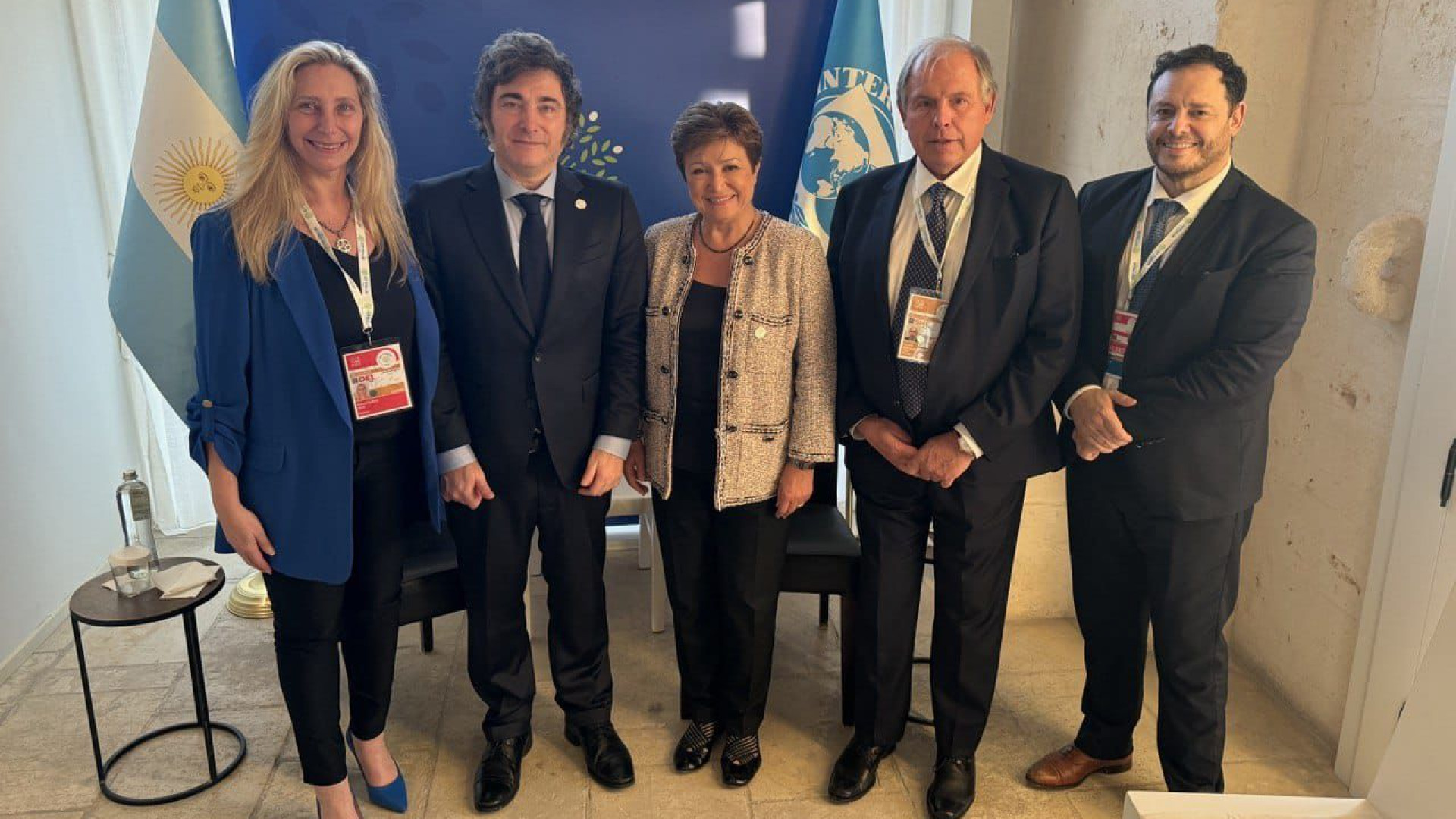
Reidel, en el extremo derecho, durante una reunión con el Fondo Monetario Internacional en 2024

El 8 de marzo de 2024, el presidente Javier Milei, anunció que Reidel presidiría un nuevo organismo que se encargaría de discutir políticas económicas para crear reformas a largo plazo.
El 20 de diciembre de 2024, el ejecutivo nacional anunció la creación de un "Plan Nuclear", definiendo el mismo como la principal fuente de energía eficiente, abundante y escalable para el creciente desarrollo de tecnologías y nombrando a Demian Reidel, Guillermo Francos y Luis Petri  como integrantes del nuevo consejo. Este anuncio tuvo lugar mientras el gobierno mantenía frenada la construcción de reactores.
El 23 de abril de 2025 fue nombrado presidente de Nucleoeléctrica Argentina S.A. (NA-SA) por la asamblea de accionistas. El 21 de julio de ese mismo año renunció al cargo de jefe del Consejo de Asesores para enfocarse únicamente en el proyecto nuclear.

## Controversias y polémicas

### Declaraciones controversiales sobre la población argentina
El 19 de marzo de 2025, en el marco del IEFA Latam Forum, Reidel realizó una exposición sobre el desarrollo de la inteligencia artificial y la energía nuclear en Argentina. Durante esta intervención, Reidel afirmó que “el único problema” del país era que “estaba poblado por argentinos”:

"Tenemos grandes extensiones de tierra con acceso a energía y agua, climas fríos, que es la cereza del postre para el enfriamiento de los sistemas AI; y además, estamos en un área sin conflictos armados, sin tsunamis, sin terremotos. No hay muchos lugares en la Tierra con esas cualidades. Obviamente, el problema es que estas áreas están pobladas de argentinos. Así que ésta es una de las cosas que hemos arreglado. Estamos estabilizando la macro, estamos dándoles el marco legal para explicarles que estamos abiertos a negocios esta vez"
Reidel, 19 de marzo de 2025

Las declaraciones fueron interpretadas por distintos sectores como una expresión despectiva hacia la población argentina, lo que derivó en críticas de figuras políticas y del ámbito público, como el jefe del bloque de Unión por La Patria en la Cámara de Diputados, Germán Martínez; el gobernador de Formosa, Gildo Isfran; los diputados Nicolás del Caño, Esteban Paulón, y Eduardo Toniolli; entre otros.
El 22 de marzo, frente a la polémica suscitada, Reidel respondió a través de la red social X, descalificando las críticas y calificándolas como «pavadas» y «pelotudeces», al tiempo que ironizaba sobre la reacción mediática. Ese mismo día, el dirigente libertario Daniel Parisini, conocido como “Gordo Dan” y perteneciente al mismo espacio político, cuestionó públicamente la declaración de Reidel, sosteniendo que «Argentina fue y volverá a ser grande gracias a los argentinos». En el mismo sentido, el legislador de La Libertad Avanza, Agustín Romo, también criticó la postura de Reidel.

"No les da un poco de vergüenza decir semejantes pavadas? Es poco digno. 
Y ademas saben que son pelotudeces.
Sigan cacareando. Yo sigo laburando para que a pesar de ustedes el país avance. 
Eso si. banco fuerte al que se le ocurrió el cipayómetro. Ese si tiene sentido del humor. 

Los que se hacen los ofendidos, consíganse un trabajo honesto."
Reidel en X

El 23 de marzo, Reidel publicó un nuevo mensaje en X en el que pidió disculpas, atribuyendo la situación a un «malentendido», compartiendo además un fragmento de su exposición sobre el Régimen de Incentivos para Grandes Inversiones (RIGI):

"Acá les dejo el video donde explico las ventajas del RIGI y por qué es que se tuvo que hacer. La Argentina ha tenido gobiernos pésimos a lo largo de su historia. El kirchnerismo se distingue como el peor de todos, llevando el país al borde del colapso. 

Pero el país cambió para siempre en el mes de Diciembre de 2023. Junto al presidente Javier Milei, los argentinos haremos grande a la Argentina otra vez. 

Pido disculpas por el malentendido que generé con mi expresión."
Reidel en X

Posteriormente, se dio a conocer que Reidel había sido denunciado por incumplimiento de los deberes de funcionario público y por injurias contra la ciudadanía argentina.